# Privilégio do branco

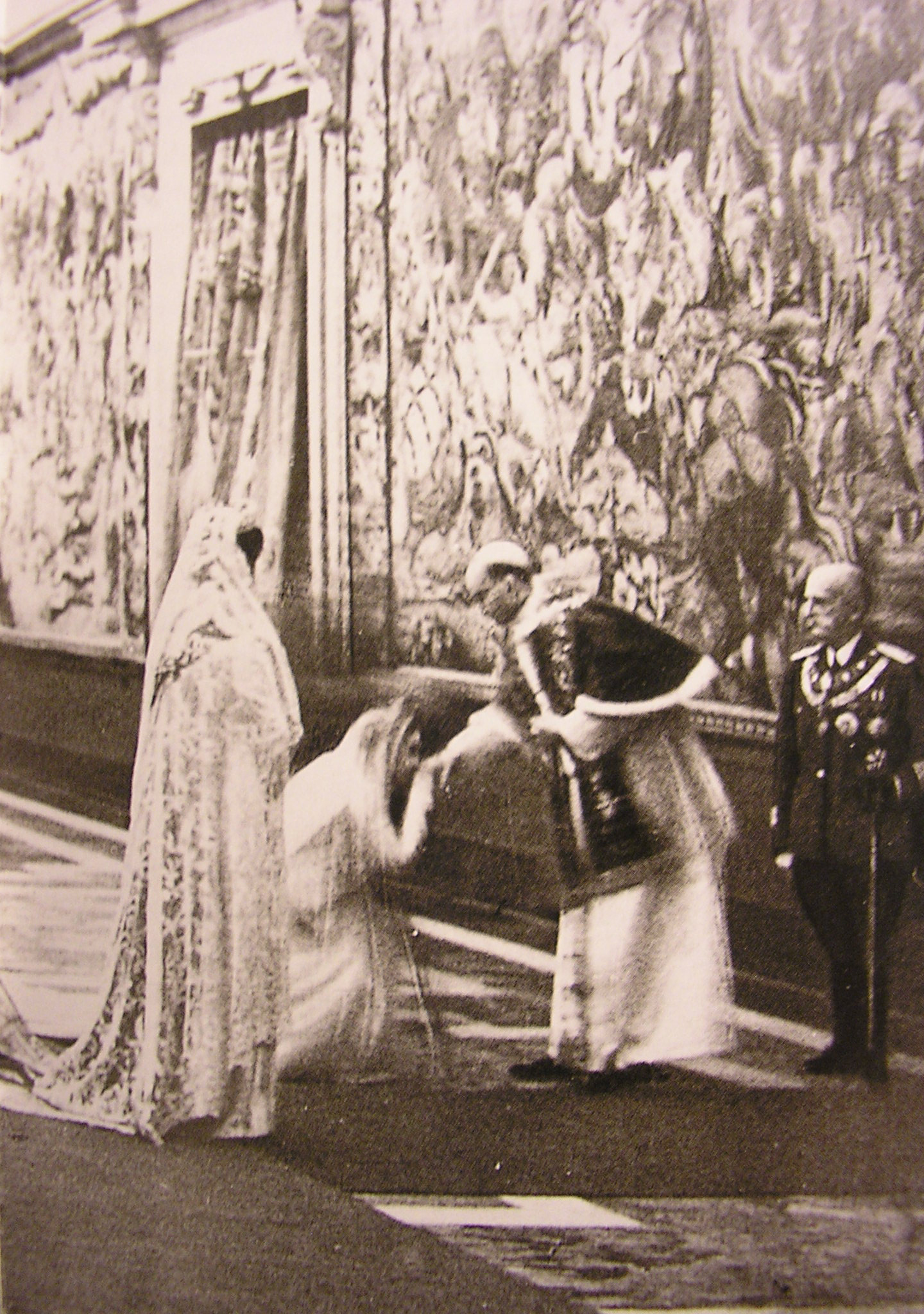
Rainha Helena, e Princesa Herdeira Maria José da Itália usando indumentária branca na presença do Papa Pio XII no Palácio do Quirinal, a 27 de dezembro de 1939.

Le privilège du blanc ("o privilégio do branco") é um termo francês que se refere a uma antiga tradição de etiqueta do Vaticano, pela qual certas rainhas e princesas católicas são autorizadas a usar vestido e mantilha brancos durante audiências privadas com o Papa ou em celebrações litúrgicas solenes no Vaticano, como a Missa inaugural de um pontificado. O termo italiano é il privilegio del bianco.
Em geral, as mulheres que se encontram com o Santo Padre devem trajar vestido preto com véu (mantilha) da mesma cor, em sinal de respeito, modéstia e deferência. Contudo, o "privilégio do branco" é concedido exclusivamente a um grupo muito restrito de mulheres da realeza que são católicas e pertencem a famílias reais tradicionalmente ligadas à fé católica. 
O exercício deste privilégio é opcional: uma rainha ou princesa católica que dele goze pode preferir trajar preto em determinadas ocasiões. A Prefeitura da Casa Pontifícia é quem orienta quanto ao uso adequado, dependendo do contexto litúrgico ou cerimonial.
A prerrogativa depende de diversos fatores, entre eles: ser rainha ou princesa consorte de um monarca católico, manter-se publicamente católica e receber expressa permissão da Santa Sé, por tradição ou deferência pontifícia. Alguém da realeza católica pode também livremente escolher usar este privilégio mediante a importância da ocasião, e o direito ao privilégio não lhes é negado caso escolham usar preto em determinadas audiências papais. O privilégio não é automático: trata-se de um gesto simbólico de comunhão com a Igreja Católica e de reconhecimento da fé professada por certas casas reais. O uso do branco, nesses casos, não representa superioridade, mas distinção dentro do protocolo da realeza que está em sintonia com a fé da Igreja.

## História
O protocolo para as audiências papais requerem formalmente que as senhoras usem um vestido preto longo com gola alta, mangas compridas e mantilha preta.
Algumas rainhas e princesas católicas têm sido tradicionalmente isentas de usar preto. As rainhas de Itália, Bélgica e Espanha, a Grã-duquesa do Luxemburgo e as princesas da Casa de Saboia é-lhes permitido usar um vestido branco e uma mantilha branca para uma audiência papal.
O privilégio não é concedido a todas as esposas de todos os monarcas católicos ou às esposas de monarcas não católicos. Apesar de serem católicos, não é concedido à esposa do Rei do Lesoto, ou à esposa do Príncipe do Liechtenstein, nem (até 2013) o era à esposa do Príncipe do Mónaco. O privilégio não é concedido, também, à Rainha Máxima da Holanda, esposa católica do protestante Rei Guilherme Alexandre.

## Elegibilidade atual
Até 2015, as seguintes personalidades são elegíveis de usar o privilégio:
- Rainha Sofia de Espanha (pela ascensão ao trono do seu marido em 1975);
- Rainha Paola da Bélgica (pela ascensão ao trono do seu marido em 1993);
- Grã-duquesa Maria Teresa do Luxemburgo (pela ascensão ao trono do seu marido em 2000);
- Rainha Matilde da Bélgica (pela ascensão ao trono do seu marido em 2013);
- Rainha Letícia de Espanha (pela ascensão ao trono do seu marido em 2014);[3]
- Princesa Charlene do Mónaco (desde o seu casamento com o Príncipe do Mónaco em 2013)
- Marina, Princesa de Nápoles, Duquesa de Saboia.

## Recentemente

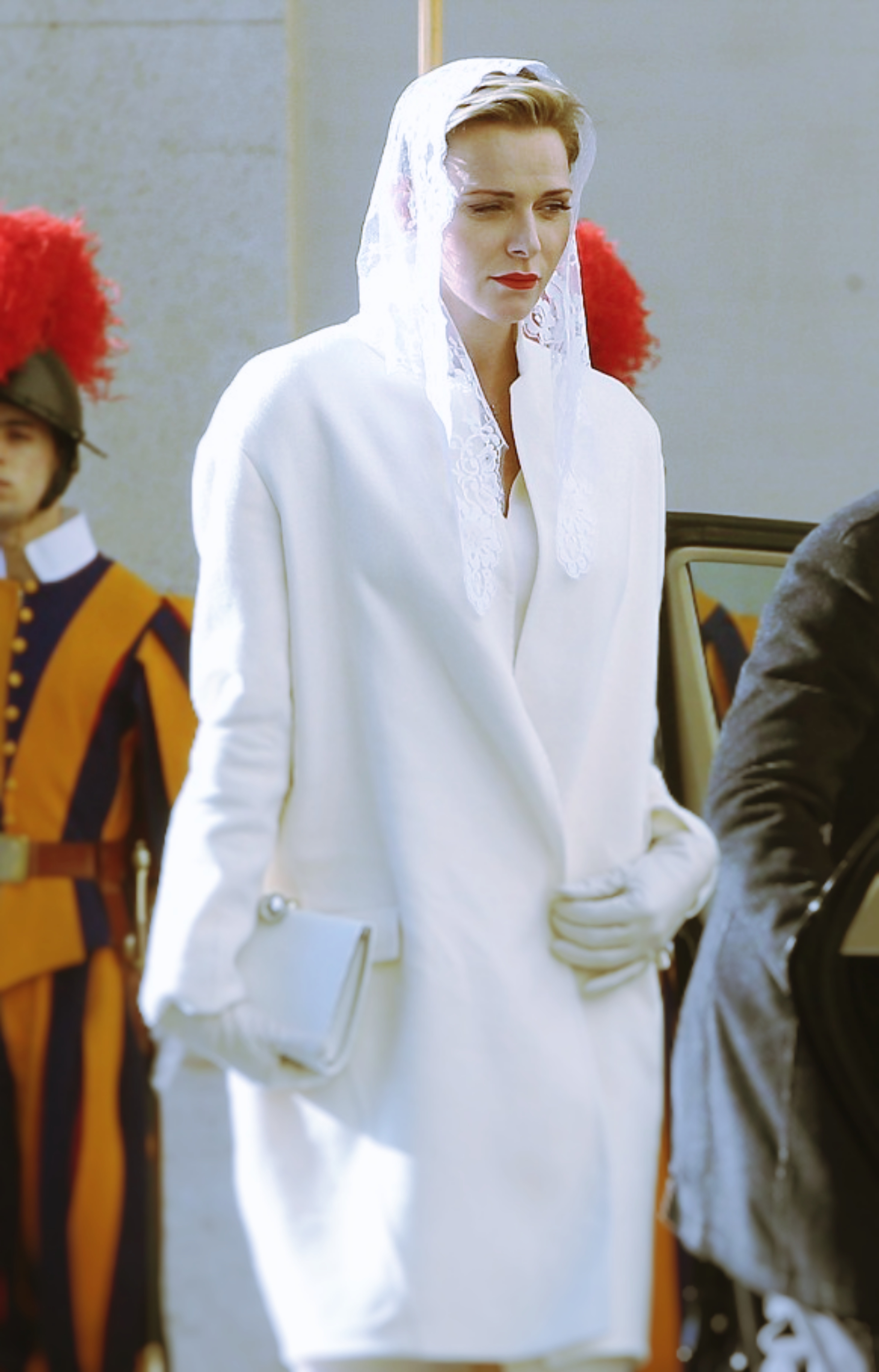
A Princesa do Mônaco reunindo-se com o Papa Francisco numa visita de Estado oficial ao Vaticano.

Marina, Princesa de Nápoles, esposa de Vítor Emanuel, Príncipe de Nápoles, chefe da Casa de Saboia, usou o privilégio a 18 de maio de 2003 durante a missa de aniversário do Papa João Paulo II, como princesa da Casa de Saboia.
A 12 de janeiro de 2013, Charlene, Princesa do Mónaco, esposa de um monarca católico, também usou o seu privilégio numa audiência com o Papa Bento XVI. A Sala de Imprensa da Santa Sé mais tarde emitiu um comunicado à Imprensa que, "de acordo com o cerimonial prescrito do Vaticano para soberanos Católicos, foi permitido à Princesa usar um vestido branco." Charlene não usou indumentária branca para a missa inaugural do Papa Francisco, em 2013, nem usou branco para a missa de canonização do Papa João Paulo II e do Papa João XXIII, em 2014.
Cherie Blair (esposa do então primeiro-ministro do Reino Unido Tony Blair) foi duramente criticada por usar vestuário branco aquando da visita ao Papa Bento XVI a 28 de abril de 2006. Tony Blair estava a falar numa conferência no Vaticano com crianças e demais jovens. O Papa Bento, sabendo que a esposa se encontrava no Vaticano, pediu-lhe que se encontrassem dando-lhe apenas alguns minutos de antecedência, forçando-a a adequar a sua roupa a pedido do próprio pontífice.

## Ocasiões usadas
O privilège du blanc não é usado em todas as reuniões com o Papa, mas normalmente apenas reservado para as ocasiões mais importantes no Vaticano e continua a ser um critério pessoal seguido pela pessoa da realeza em questão, por vezes através de convite pela Prefeitura da Casa Pontifícia. O privilégio é, contudo, retido por dispensa papal.
De entre as várias ocasiões em que o privilège du blanc foi usado, encontram-se as seguintes:
| Data                    | Rainha/Princesa                            | Pontífice     | Notas                                             |
| ----------------------- | ------------------------------------------ | ------------- | ------------------------------------------------- |
| 27 de Setembro de 2024  | Rainha Matilde da Bélgica                  | Francisco     | Visita de Estado à Bélgica                        |
| 15 de Setembro de 2023  | Rainha Matilde da Bélgica                  | Francisco     | Audiência privada                                 |
| 14 de Outubro de 2018   | Rainha Sofia de Espanha                    | Francisco     | Canonização do Papa Paulo VI                      |
| 4 de setembro de 2016   | Rainha Sofia de Espanha                    | Francisco     | Canonização de Teresa de Calcutá                  |
| 21 de março de 2016     | Grã-duquesa Maria Teresa do Luxemburgo     | Francisco     | Audiência privada                                 |
| 18 de janeiro de 2016   | Princesa Charlene do Mónaco                | Francisco     | Visita de Estado ao Vaticano                      |
| 9 de março de 2015      | Rainha Matilde da Bélgica                  | Francisco     | Audiência privada                                 |
| 30 de junho de 2014     | Rainha Letícia de Espanha                  | Francisco     | Audiência privada                                 |
| 27 de abril de 2014     | Rainha Sofia de Espanha                    | Francisco     | Canonização dos Santos João XXIII e João Paulo II |
| 27 de abril de 2014     | Rainha Paola da Bélgica                    | Francisco     | Canonização dos Santos João XXIII e João Paulo II |
| 27 de abril de 2014     | Grã-duquesa Maria Teresa do Luxemburgo     | Francisco     | Canonização dos Santos João XXIII e João Paulo II |
| 19 de março de 2013     | Rainha Paola da Bélgica                    | Francisco     | Missa inaugural do Papa Francisco                 |
| 19 de março de 2013     | Grã-duquesa Maria Teresa do Luxemburgo     | Francisco     | Missa inaugural do Papa Francisco                 |
| 12 de janeiro de 2013   | Princesa Charlene do Mónaco                | Bento XVI     | Audiência privada                                 |
| 1 de maio de 2011       | Grã-duquesa Maria Teresa do Luxemburgo     | Bento XVI     | Beatificação do Papa João Paulo II                |
| 1 de maio de 2011       | Rainha Paola da Bélgica                    | Bento XVI     | Beatificação do Papa João Paulo II                |
| 10 de outubro de 2009   | Rainha Paola da Bélgica                    | Bento XVI     | Audiência privada                                 |
| 8 de maio de 2006       | Grã-duquesa Maria Teresa do Luxemburgo     | Bento XVI     | Audiência privada                                 |
| 24 de abril de 2005     | Rainha Sofia de Espanha                    | Bento XVI     | Missa inaugural do Papa Bento XVI                 |
| 24 de abril de 2005     | Grã-duquesa Maria Teresa do Luxemburgo     | Bento XVI     | Missa inaugural do Papa Bento XVI                 |
| 3 de outubro de 2004    | Rainha Fabíola da Bélgica                  | João Paulo II | Beatificação de Carlos I da Áustria               |
| 18 de maio de 2003      | Princesa Marina de Nápoles                 | João Paulo II | Aniversário do Papa João Paulo II                 |
| 23 de março de 2003     | Grã-duquesa Maria Teresa do Luxemburgo     | João Paulo II | Audiência privada                                 |
| 15 de maio de 1998      | Rainha Paola da Bélgica                    | João Paulo II | Audiência privada                                 |
| 30 de abril de 1981     | Rainha Sofia de Espanha                    | João Paulo II | Audiência privada                                 |
| 22 de outubro de 1978   | Grã-duquesa Josefina Carlota do Luxemburgo | João Paulo II | Missa inaugural do Papa João Paulo II             |
| 22 de outubro de 1978   | Rainha Sofia de Espanha                    | João Paulo II | Missa inaugural do Papa João Paulo II             |
| 3 de setembro de 1978   | Rainha Fabíola da Bélgica                  | João Paulo I  | Missa inaugural do Papa João Paulo I              |
| 3 de setembro de 1978   | Grã-duquesa Josefina Carlota do Luxemburgo | João Paulo I  | Missa inaugural do Papa João Paulo I              |
| 3 de setembro de 1978   | Rainha Sofia de Espanha                    | João Paulo I  | Missa inaugural do Papa João Paulo I              |
| 10 de fevereiro de 1977 | Rainha Sofia de Espanha                    | Paulo VI      | Audiência privada                                 |
| 6 de maio de 1965       | Grã-duquesa Josefina Carlota do Luxemburgo | Paulo VI      | Audiência privada                                 |
| 9 de junho de 1961      | Rainha Fabíola da Bélgica                  | João XXIII    | Audiência privada                                 |
| 27 de dezembro de 1939  | Rainha Helena de Itália                    | Pio XII       | Receção no Palácio do Quirinal                    |
| 27 de dezembro de 1939  | Princesa Maria José de Piemonte            | Pio XII       | Receção no Palácio do Quirinal                    |
| 23 de janeiro de 1939   | Princesa Maria de Sabóia                   | Pio XI        | Audiência privada após casamento                  |
| 8 de janeiro de 1930    | Princesa Maria José de Piemonte            | Pio XI        | Audiência privada após casamento                  |
| 28 de dezembro de 1929  | Princesa Maria Adelaide di Sabóia-Génova   | Pio XI        | Audiência privada                                 |
| 7 de dezembro de 1929   | Princesa Joana de Sabóia                   | Pio XI        | Audiência privada                                 |
| 7 de dezembro de 1929   | Princesa Maria de Sabóia                   | Pio XI        | Audiência privada                                 |
| 5 de dezembro de 1929   | Rainha Helena de Itália                    | Pio XI        | Audiência privada                                 |
| 7 de junho de 1929      | Rainha Helena de Itália                    | Pio XI        | Audiência privada                                 |
| 19 de novembro de 1923  | Rainha Victória Eugénia de Espanha         | Pio XI        | Audiência privada                                 |